# PAM PAM
PAM PAM (Pampam oder PamPam) war eine österreichische Verbrauchermarktkette. 

## Geschichte
Sie wurde 1972 von Jenö Eisenberger gemeinsam mit dem Lebensmittelhändler Julius Meinl ins Leben gerufen. Der erste Großmarkt entstand am Kreilplatz in Wien-Döbling unweit des Karl-Marx-Hofs. Jahre später folgten weitere Märkte hauptsächlich in Wien: Am bekanntesten waren jene in Wien-Ottakring, an der Erdberger Lände und in der Siebenbrunnengasse.
1974 stieg Eisenberger als Teilhaber aus und eröffnete in Alt Erlaa seinen Eisenberger-Markt. Julius Meinl führte die Märkte in Eigenregie weiter. Sitz der Märkte war in der Julius-Meinl-Zentrale in Wien-Ottakring. 
Nach der Konsum-Insolvenz 1995 erwarb Julius Meinl rund 70 KGM- und Frische Konsum-Filialen, adaptierte und eröffnete sie als Julius Meinl, Pampam oder Jééé-Diskont. Das Pampam-Filialnetz erfuhr infolge seine größte Ausdehnung. 41 Märkte gab es Anfang der 1990er Jahre in ganz Österreich (außer Vorarlberg). Einige davon wurden einige Jahre später wieder aufgegeben, da die erwarteten Umsätze nicht eintraten.

## Ende
Hohe Verluste bei Pampam bewogen das Unternehmen Julius Meinl im Frühjahr 1998, seine Verbrauchermärkte an die Unternehmensgruppe Tengelmann (LÖWA, Zielpunkt) zu verkaufen. Auch gab es Gespräche über eine Kooperation im Logistikbereich. Als diese nicht zustande kam, bot es sein gesamtes Filialnetz dem Konkurrenten REWE (Billa) an. Das europäische Kartellgericht erlaubte ihm jedoch nur, einen Teil seiner Filialen an REWE zu verkaufen. Für den Rest musste es einen anderen Käufer suchen, den es schließlich in der Spar AG fand.
Im März 1999 übernahm der Billa-Konzern die Meinl- sowie Pampam-Standorte in Westösterreich, Kärnten und Steiermark. Das letzte Flugblatt für alle 39 Filialen erschien Anfang Februar.
Mit Juni 1999 folgte die Spar AG und kaufte um 900 Mio. Schilling die 21 Pampam-Märkte in Wien, Niederösterreich und im Burgenland von Julius Meinl und stellte sie in Folge auf Eurospar- bzw. Interspar-Märkte um.

## Werbelinie
Die vierzehntäglich erschienen Flugblätter erinnerten in ihrer Pop-Art-Aufmachung stark an Andy Warhol. Eine Comic-Blondine warb darin mit markanten Sprüchen für Angebote. Auch auf den Aktions-Plakaten in und außerhalb der Märkte war sie zu sehen.
- „Wie man sich bettet, so liegt man.“ (Anm. für Bettwäsche)
- „Happy Birthday!“ (Anm. Pampam zum 25. Geburtstag)
- „Preise unter dem Gefrierpunkt.“ (Anm. für Viennetta-Eis)
- „Pam Pam: Unglaublich, aber wahr.“
- „Lieber Pam Pam als plem-plem.“
- „Je mehr man nimmt, desto billiger wird’s.“
- „Schnäppchen? Schnapp’ich mir!“

- Radio-Werbeslogan 1997 „Je mehr man einkauft, um so billiger wird es! Pam-Pam, Pam-Pam, Parampapapam, Pam-Pam“ (Quelle: Österreichisches Werbemuseum Wien)

Die Flugblätter erschienen zwei- bis dreiwöchentlich, das letzte unter Julius Meinl am 7. Mai 1999 (gültig bis 29. Mai 1999). Spar verwendete die Sujets bis zur Umstellung der Pampam-Märkte auf seine Verbrauchermärkte.

## Geschäftsführer
- Karl Lembachner